# Cheumatopsyche speciosa
Cheumatopsyche speciosa là một loài Trichoptera trong họ Hydropsychidae. Chúng phân bố ở miền Tân bắc.